# Nexhmije Pagarusha
Nexhmije Pagarusha, zwana Bilbili i Kosovës (Słowik Kosowa) (ur. 7 maja 1933 we wsi Pagarusha, zm. 7 lutego 2020 w Prisztinie) – jugosłowiańska piosenkarka i aktorka narodowości albańskiej, mieszkająca w Kosowie.

## Życiorys
Córka Veselina Pagarushy. Po ukończeniu szkoły w rodzinnej miejscowości kształciła się w szkole muzycznej w Belgradzie, w klasie śpiewu. Swoją karierę muzyczną zaczęła w 1948, śpiewając w audycjach muzycznych Radia Kosowa. Występowała przez blisko 40 lat, śpiewając zarówno ludowe pieśni albańskie, jak i klasyczny repertuar operowy. Występowała solo, ale także przez kilka lat z zespołem Shota. Zyskała popularność nie tylko w Kosowie, ale także w Bośni, Macedonii i Albanii. Występowała także w Bułgarii i Izraelu.
Zakończyła swoją karierę na koncercie, który odbył się w roku 1984 w Sarajewie. Po 16 latach przerwy pojawiła się ponownie na estradzie w 2000 r. śpiewając piosenkę „Për ty” (Dla ciebie), w jednym z programów telewizyjnych. Pracowała w redakcji muzycznej Radia Kosowa i Radia Blue Sky.
W latach 1967–1997 wystąpiła w 11 filmach fabularnych. Zadebiutowała w filmie Dasma e përgjakur (Krwawe wesele).
Jej mężem był kompozytor Rexhep Mulliqi (zm. 1982), autor muzyki do piosenki Baresha (Pastereczka), jednej z najpopularniejszych w repertuarze artystki. W 2012 została odznaczona Orderem Nderi i Kombit (Honor Narodu) przez prezydenta Bujara Nishaniego.
Zmarła w lutym 2020, została pochowana w rodzinnej wsi Pagarusha. Imię piosenkarki nosi jedna z ulic w Durrësie.

## Role filmowe
- 1967: Dasma e përgjakur, (Krwawe wesele)
- 1973: Jugovizioni
- 1976: Gëzuar viti i ri (Szczęśliwego Nowego Roku)
- 1977: E kafshoja terrin jako matka
- 1980: I ikuri
- 1981: Tre vete kapërcejnë malin TV
- 1982: Lepuri me pesë këmbë
- 1984: Fluturimi i Micakut
- 1997: Vrasësit bëjnë dasmë natën
- Daullet e të çmendurve
- Rexha i nënës në grazhd të kalit